# Exocentrus cristoni
Exocentrus cristoni là một loài bọ cánh cứng trong họ Cerambycidae.